# Federació Índia Choctaw de Mississipi
La Federació Índia Choctaw de Mississipi fou una organització dels choctaws actualment desapareguda i antic cos de govern rival de la Banda Mississippi d'indis choctaw. S'oposaven al reconeixement federal tribal perquè temien el domini de la Bureau of Indian Affairs (BIA) i mai no foren reconeguts federalment. Nogensmenys foren considerats un govern paral·lel legítim.

## Història
La Federació es va formar el 27 de setembre de 1934. El reverend Ed Willis fou nomenat com a primer cap reconegut. El grup representava 400 choctaws i tenia una constitució escrita que funcionava. El govern es va dissoldre després que els líders van canviar a una altra jurisdicció.